# Liste der Botschafter der Vereinigten Staaten in Kanada

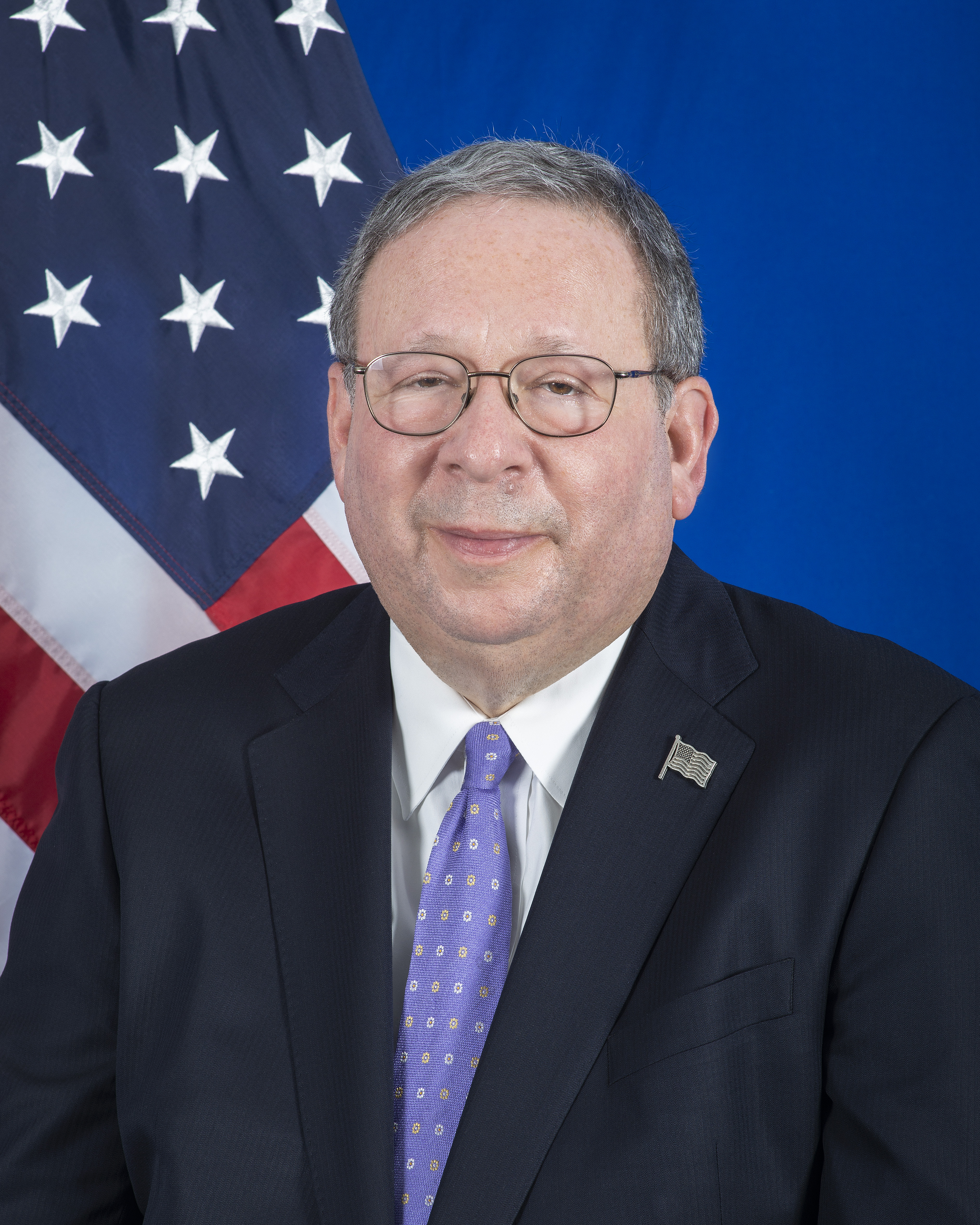
David L. Cohen, derzeitiger Botschafter in Kanada

Der Botschafter der Vereinigten Staaten von Amerika in Kanada ist der bevollmächtigte Botschafter (bis 1943 Envoy Extraordinary and Minister Plenipotentiary) der Vereinigten Staaten von Amerika in Kanada.

## Botschafter
| Amtszeit  | Name                          | Bemerkungen |
| --------- | ----------------------------- | --- |
| 1927–1929 | William Phillips              | |
| 1930–1932 | Hanford MacNider              | |
| 1933–1935 | Warren Delano Robbins         | |
| 1935–1938 | Norman Armour                 | |
| 1939      | Daniel Calhoun Roper          | |
| 1940      | James Henry Roberts Cromwell  | |
| 1940–1943 | Jay Pierrepont Moffat         | Zeitgleich Akkreditierung bei der Exilregierung Luxemburgs, stationiert in Ottawa |
| 1943–1948 | Ray Atherton                  | Bis 1943 auch bei der Exilregierung Luxemburgs akkreditiert, darauf zum Botschafter befördert |
| 1948–1950 | Laurence Adolph Steinhardt    | Starb 1950 in Ramsayville |
| 1950–1953 | Stanley Woodward              | |
| 1953–1956 | R. Douglas Stuart             | |
| 1956–1958 | Livingston Tallmadge Merchant | |
| 1958–1960 | Richard Bowditch Wigglesworth | |
| 1961–1962 | Livingston Tallmadge Merchant | |
| 1962–1968 | William Walton Butterworth    | |
| 1968–1969 | Harold Francis Linder         | |
| 1969–1974 | Adolph William Schmidt        | |
| 1974–1975 | William James Porter          | unmittelbar vor seiner Tätigkeit als Botschafter arbeitete Porter als United States Under Secretary of State und nahm damit den dritthöchsten Posten im Außenministerium der Vereinigten Staaten ein. |
| 1976–1979 | Thomas Ostrom Enders          | |
| 1979–1981 | Kenneth Merwin Curtis         | |
| 1981–1985 | Paul Heron Robinson Jr.       | |
| 1985–1989 | Thomas Michael Tolliver Niles | |
| 1989–1992 | Edward Noonan Ney             | |
| 1992–1993 | Peter Barry Teeley            | |
| 1993–1996 | James J. Blanchard            | |
| 1996–1997 | James Donald Walsh            | Chargé d’Affaires ad interim |
| 1997–2001 | Gordon D. Giffen              | |
| 2001–2005 | Argeo Paul Cellucci           | |
| 2005–2009 | David Horton Wilkins          | |
| 2009–2013 | David C. Jacobson             | |
| 2014–2017 | Bruce Alan Heyman             | |
| 2017–2019 | Kelly Knight Craft            | |
| 2021–     | David L. Cohen                | |